# Ballade no 3 de Chopin
Pour un article plus général, voir Ballades de Chopin.
La Ballade no 3 en la♭ majeur, opus 47, est la troisième des ballades pour piano seul de Chopin. Elle a été composée en 1841 et publiée la même année.

## Histoire
La pièce a été mentionnée pour la première fois par Chopin dans une lettre adressée à Julian Fontana le 18 octobre 1841. Elle a probablement été composée durant l'été 1841 à Nohant, en France, où il avait également terminé les Nocturnes Op. 48 et la Fantaisie en fa mineur. La première édition allemande, publiée par Breitkopf & Härtel, est parue en janvier 1842. 
La ballade est dédiée à son élève Pauline de Noailles (1823-1844). On dit généralement qu'il a été inspiré par le poème Undine d'Adam Mickiewicz,également connu sous le nom de Świtezianka. Il y a des similitudes structurelles avec le « Prélude de la goutte d'eau » qui a été inspiré par le temps à Majorque pendant les vacances désastreuses de Chopin avec George Sand. Il s'agit notamment d'un la♭ répétitif qui module en un sol♯ pendant la section en do♯ mineur. 

## Structure

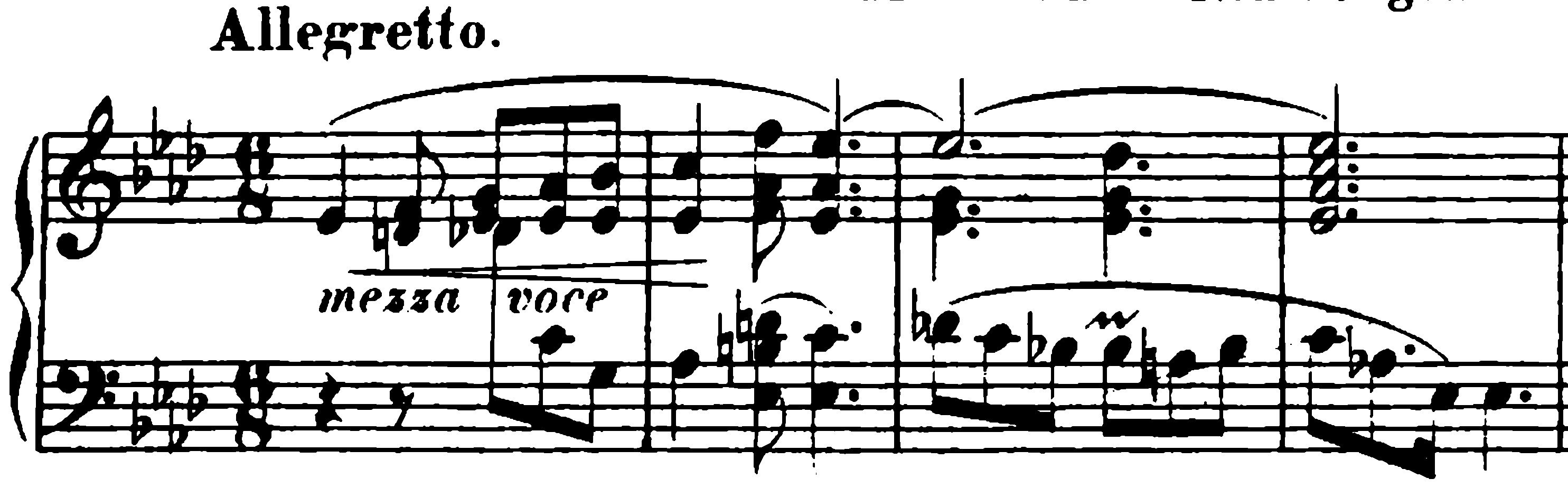
Début de la Ballade No. 3

La forme de la ballade est un arc : A-B-C-B-A-coda. Le thème « A » est en deux parties, la première partie ressemble à un chant et la seconde à une danse. De toutes les ballades, celle-ci a la structure la plus serrée. Elle utilise des procédés de développement qui augmentent la tension. 
La ballade s'ouvre sur une longue introduction marquée dolce. L'introduction n'a aucun rapport thématique avec la majeure partie de la pièce, mais elle est répétée à la fin et au point culminant de l'œuvre. Après l'introduction, Chopin présente un nouveau thème dans une section dont la direction d'exécution est mezza voce, ce thème consiste en des do répétés sur deux octaves rompus à la main droite. Ce thème réapparaît trois fois dans la ballade, deux fois sur le do et une fois sur le la♭. 
La section mezza voce se transforme bientôt en une section furieuse d'accords de fa mineur et revient une fois de plus à A♭. La section mezza voce est répétée, suivie d'un nouveau thème composé de séries leggiero de doubles croches à la main droite. Le retour suivant du thème de l'octave rompus est transposé de Do à La♭ (les Do répétés étant maintenant des La♭). La tonalité passe ensuite à Do♯ mineur.
Le thème original B est ensuite développé, cette fois en utilisant des passages rapides et chromatiques de la main gauche sous de grands accords de la main droite. Ce thème atteint son apogée par la répétition rapide d'octaves rompus en sol♯ (faisant référence au thème de la mezza voce) avec des fragments du thème du C à la main gauche. 